# Блер Тьюк
Блер Тьюк  (англ. Blair Tuke, 25 липня 1989) — новозеландський яхтсмен, олімпієць.

## Виступи на Олімпіадах
| Олімпіада           | Дисципліна | Місце |
| ------------------- | ---------- | ----- |
| Токіо 2020          | Клас 49er  |       |
| Ріо-де-Жанейро 2016 | Клас 49er  |       |
| Лондон 2012         | Клас 49er  |       |